# James Ax
James Burton Axe (10 de enero de 1937-11 de junio de 2006) fue un matemático estadounidense que hizo contribuciones innovadoras en álgebra y teoría de números utilizando teoría de modelos. Compartió, con Simon B. Kochen, el séptimo Premio Frank Nelson Cole en Teoría de Números, que fue otorgado por una serie de tres artículos conjuntos en Problemas diofantinos.

## Educación y carrera
James Axe se graduó de Peter Stuyvesant High School en Ciudad de Nueva York y luego del Universidad Politécnica de Brooklyn. Obtuvo su Ph.D. de la Universidad de California, Berkeley en 1961 bajo la dirección de Gerhard Hochschild, con una disertación sobre "La intersección de grupos normativos".Después de un año en la Universidad de Stanford, se unió a la facultad de matemáticas de la Universidad de Cornell. Pasó el año académico 1965-1966 en la Universidad de Harvard con una beca Guggenheim. En 1969, se trasladó de Cornell al departamento de matemáticas en Stony Brook University y permaneció en la facultad hasta 1977, cuando se retiró de su carrera académica. En 1970 fue orador invitado en el ICM en Niza con la charla "Trascendencia y geometría algebraica diferencial". En la década de 1970, trabajó en los fundamentos de la física, incluida una axiomatización del espacio-tiempo y las propiedades teóricas de grupo de los axiomas de mecánica cuántica.
En la década de 1980, él y James Simons fundaron una empresa de finanzas cuantitativas, Axcom Trading Advisors, que luego fue adquirido por Renaissance Technologies y renombrado como Medallion Fund. Este último fondo se llamó después del Premio Cole ganado por James Axe y el Premio Veblen ganado por James Simons.
A principios de la década de 1990, Axe se retiró de su carrera financiera y fue a San Diego, California, donde estudió más sobre los fundamentos de la mecánica cuántica y también asistió, en la Universidad de California, San Diego, cursos de dramaturgia y guion. (En 2005 completó un guion de suspenso titulado "Bots").
La "Biblioteca Axe" del Departamento de Matemáticas de la Universidad de California, San Diego, alberga sus libros de matemáticas.

## Personal
Axe es el padre del cosmólogo estadounidense Brian Keating. Después de que Ax y su esposa se divorciaron, ella se volvió a casar con un hombre llamado Keating, y el joven Brian tomó el nombre del padrastro. Keating explicó en 2020 que él y su padre no fueron cercanos durante su infancia; su padre solía bromear diciendo que "no me preocupan los niños hasta que aprenden álgebra".

## Publicaciones seleccionadas
- Ax, James (1962). «The intersection of norm groups». Transactions of the American Mathematical Society 105 (3): 462-474. MR 0141651. doi:10.1090/s0002-9947-1962-0141651-2.
- Ax, James (1965). «Un campo de dimensión cohomológica 1 que no es C  1 ». Bulletin of the American Mathematical Society 71 (5): 717-718. MR 0199177.
- Ax, James (1965). «Sobre la indecidibilidad de las series de poder fields». Proceedings of the American Mathematical Society 16 (4): 846. MR 0177890.
- Ax, James (1965). «Prueba de algunas conjeturas sobre la dimensión cohomológica». Proceedings of the American Mathematical Society 16 (6): 1214-1221. MR 0188263.
- Ax, James (1965). «En las unidades de un campo numérico algebraico». Illinois Journal of Mathematics 9 (4): 584-589. MR 0181630.
- Ax, James (1967). «Resolviendo problemas diofánticos módulo cada prima». Annals of Mathematics. Serie 2 85 (2): 161-183. JSTOR 1970438.
- Ax, James (1968). «La teoría elemental de campos finitos». Annals of Mathematics. Serie 2 88 (2): 239-271. JSTOR 1970573.
- Ax, James (1970). «Ceros de polinomios sobre campos locales — La acción de Galois». Journal of Algebra 15 (3): 417-428.
- Ax, James (1971). «Sobre las conjeturas de Schanuel». Annals of Mathematics. Serie 2 93 (2): 252-268. JSTOR 1970774.